# Víly z Cottingley

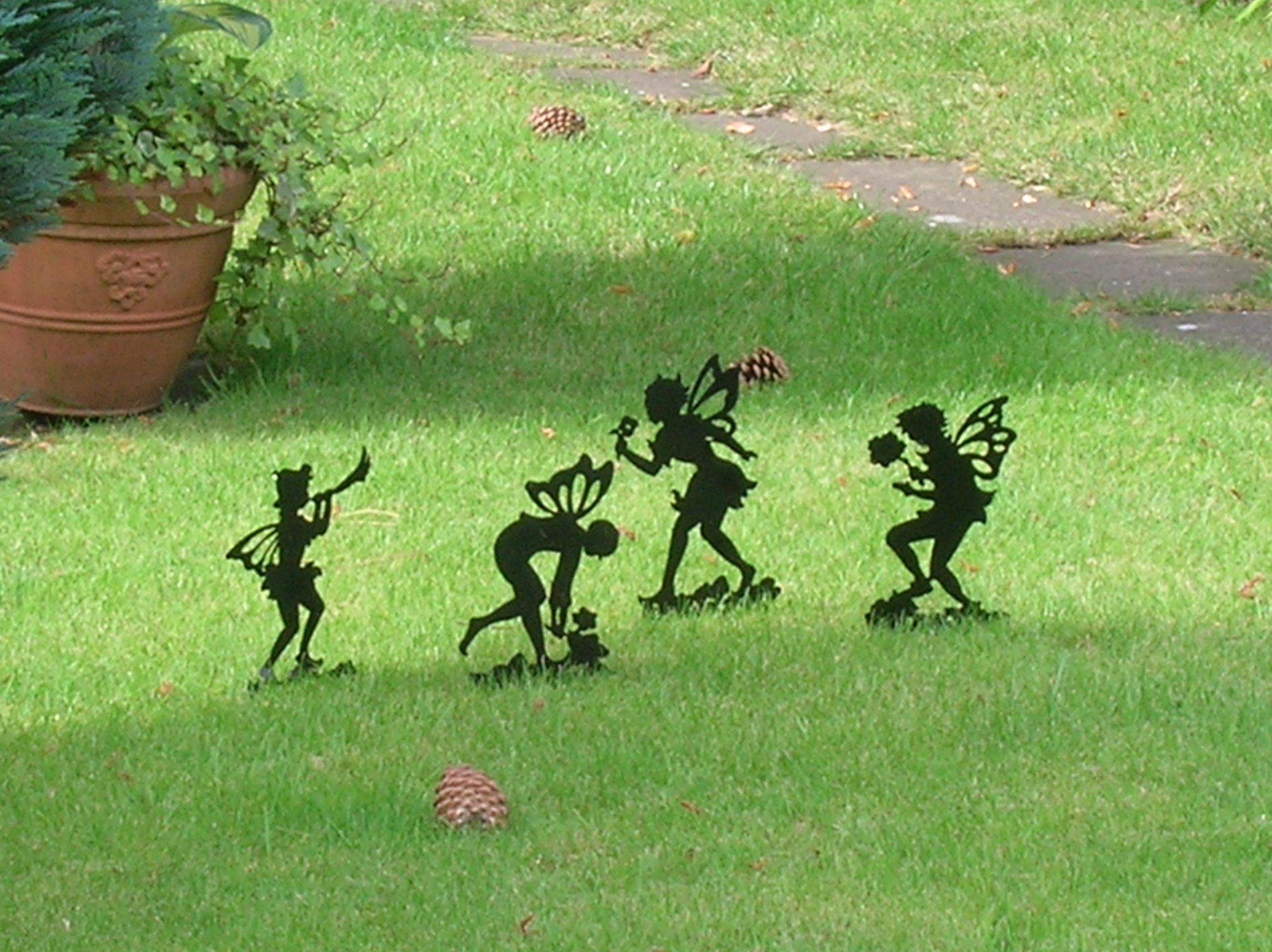
Víly v zahradě v Cottingley

Plánek s označením míst, kde bylo pět snímků víl pořízeno

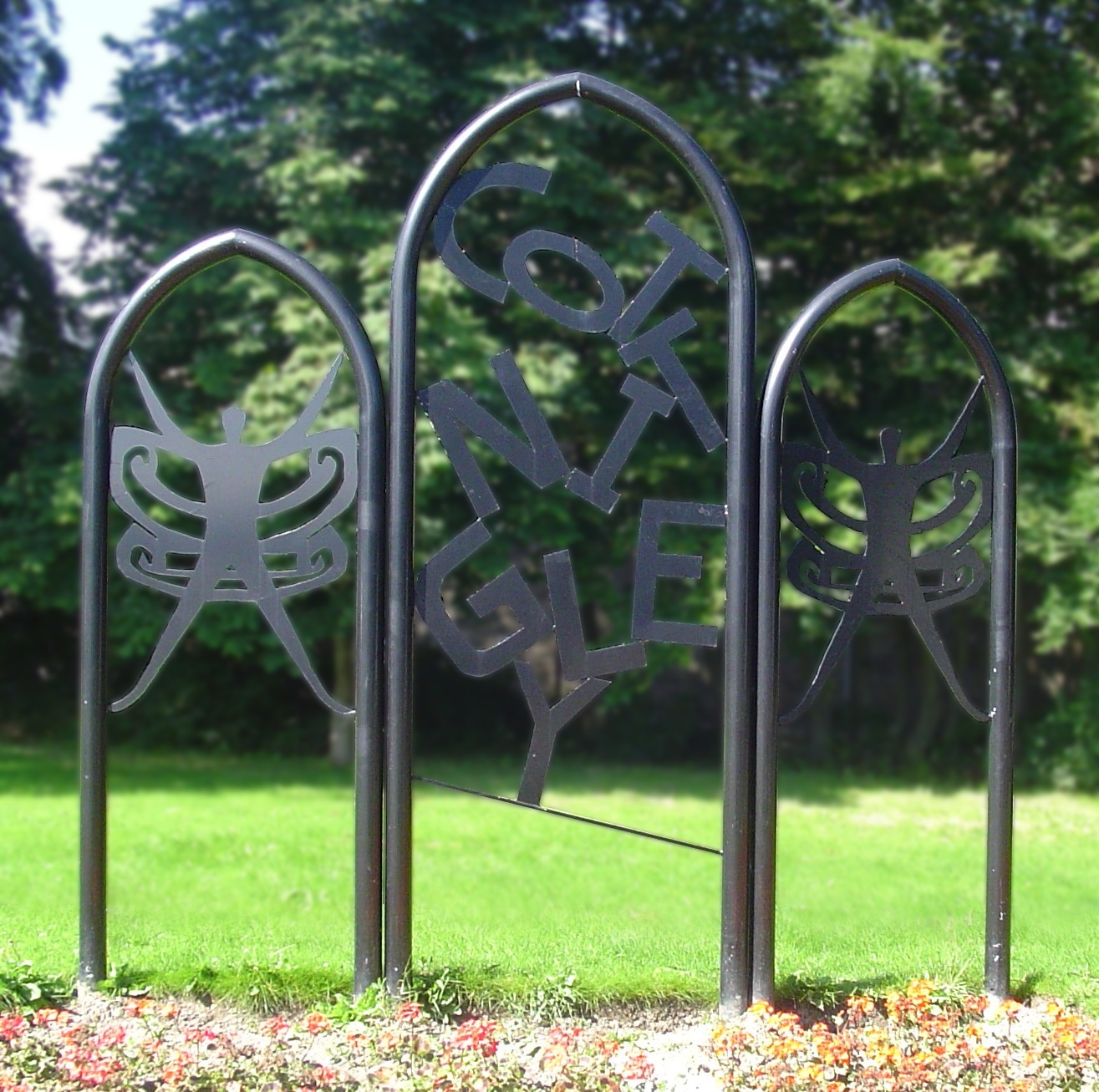
Poutač obce Cottingley odkazující na příběh víl

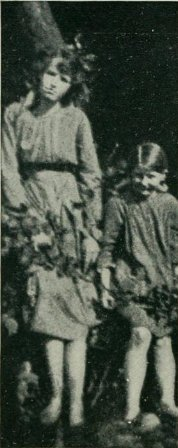
Frances Griffithsová a Elsie Wrightová, červen 1917, z knihy Příchod víl Arthura Conana Doyla

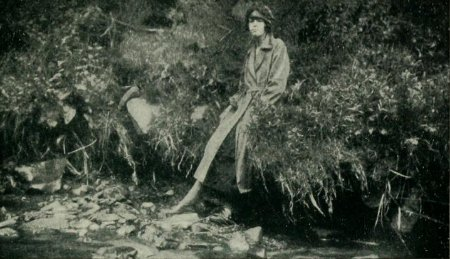
Elsie na břehu potoka, 1920, z knihy Příchod víl Arthura Conana Doyla

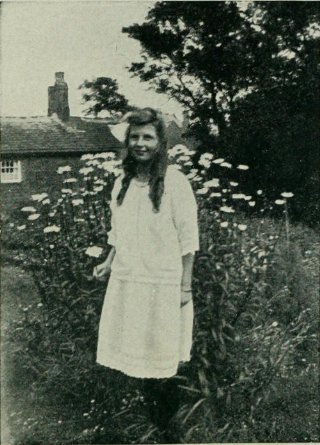
Frances, 1920, z knihy Příchod víl Arthura Conana Doyla

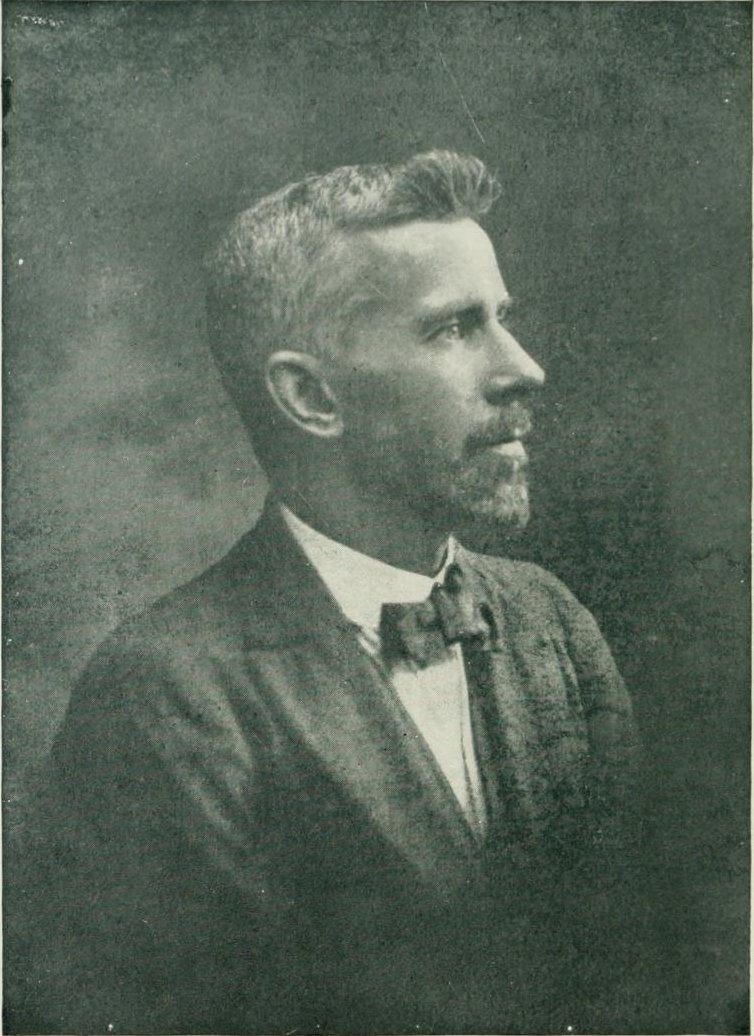
Edward. L. Gardner, 1922, z knihy Příchod víl Arthura Conana Doyla

Víly z Cottingley je pojmenování série pěti fotografií, které pořídily dvě mladé sestřenice Elsie Wrightová a Frances Griffithsová žijící ve městě Cottingley poblíž Bradfordu v Anglii. V roce 1917, kdy pořídily první ze dvou fotografií, bylo Elsie 16 a Frances 10 let. Snímky přilákaly pozornost spisovatele sira Arthura Conana Doyla, který je využil jako ilustraci k článku o vílách pro vánoční vydání časopisu The Strand Magazine v roce 1920. Conan Doyle, jako spiritualista, byl fotografiemi nadšen a interpretoval je jako jasné a viditelné známky duchovních jevů. Veřejné reakce byly smíšené, někteří považovali obrazy za pravé, jiní však byli přesvědčeni, že jsou falešné.
Zájem o víly z Cottingley po roce 1921 postupně klesal. Obě dívky vyrostly, vdaly se a nějakou dobu žily v zahraničí. Fotografie přesto udržovaly představivost veřejnosti, v roce 1966 reportér z novin Daily Express vyhledal Elsie, která se vrátila do Velké Británie. Elsie připustila možnost, že si myslela, že fotografovala své představy a média se opět začala o příběh zajímat. Na počátku 80. let Elsie s Frances prohlásily, že fotografie byly zfalšované pomocí vystřižené víly zkopírované z populární dětské knížky, ale Frances až do konce svého života tvrdila, že pátá a poslední fotografie je skutečná.
Fotografie a dva z použitých fotoaparátů jsou k vidění v Národním muzeu médií v Bradfordu.

## Fotografie zroku 1917

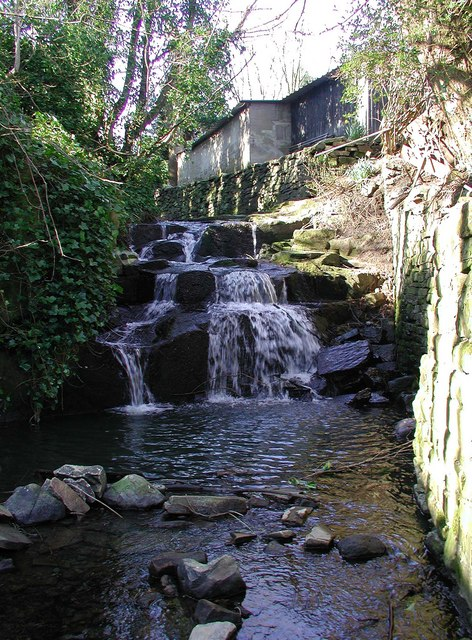
Cottingleyský potok, kde Frances a Elsie tvrdily, že viděly víly

V polovině roku 1917 desetiletá Frances Griffithsová a její matka, které obě tehdy nově přijely do Anglie z Jižní Afriky, zůstaly s Francesinou sestřenicí Elsie Wrightovou a její matkou v obci Cottingley v hrabství Západním Yorkshire. Elsie bylo v té době 16 let a obě dívky si často spolu hrály u potoka ve spodní části zahrady. Často k mrzutosti jejich matek, protože se vracely s mokrýma nohama a promáčeným oblečením. Frances a Elsie prohlašovaly, že viděly víly a chtěly to dokázat, Elsie si půjčila otcův fotoaparát Midg na tříčtvrteční formát (3⅛×4⅛ palce). Dívky se vrátily asi po 30 minutách s „vítězným gestem“.
Elsiin otec Arthur byl nadšený amatérský fotograf se svou vlastní zařízenou temnou komorou. Snímek z fotografické desky, který vyvolal, zobrazoval Frances za křovím v popředí, na kterém byly čtyři víly, které vypadaly, že tančí. Otec znal umělecké schopnosti své dcery, která nějaký čas pracovala ve fotografickém ateliéru, a figurky odmítl jako výstřižky z kartonu. O dva měsíce později si dívky půjčily fotoaparát znovu a tentokrát se vrátily s fotografií Elsie, kterak sedí na trávníku s rukou nataženou ke skřítkovi vysokému asi 30 cm. Arthur Wright rozčilený, jak věřil, dívčím žertem, byl přesvědčený, že dívky s fotoaparátem nějakým způsobem manipulovaly a odmítl jim půjčit fotoaparát znovu. Jeho manželka Polly však věřila, že fotografie jsou autentické.
| „                                                                 | Ve škole se učím francouzštinu, geometrii, vaření a algebru. Táta se vrátil z Francie domů, několik týdnů poté, co tam strávil deset měsíců. My všichni si myslíme, že válka skončí za pár dní... Posílám dvě fotky, obě se mnou, na jedné jsem v plavkách u nás na dvorku, zatímco na druhé jsem s několika vílami. Tu pořídila Elsie. | “ |
| — Dopis Frances Griffithsové přítelkyni do Jihoafrické republiky. | |   |

Ke konci roku 1918 poslala Frances dopis Johanně Parvinové, své kamarádce v Kapském Městě v Jihoafrické republice, kde Frances po většinu svého života žila, a přiložila k němu snímek, na kterém byla obklopená vílami. Na zadní stranu snímku připsala: „Je to legrační, nikdy jsem je v Africe neviděla. Musí pro ně být příliš horká.“
Fotografie byly zveřejněny v polovině roku 1919 poté, co se Elsina matka zúčastnila setkání Theosofické společnosti v Bradfordu. Přednáška toho večera byla na téma O životě víl. Na konci přednášky ukázala Polly Wrightová přednášejícímu dvě fotografie víl pořízené její dcerou a neteří. Snímky byly nakonec promítnuty během výroční konference Společnosti v Harrogate, která se konala o pár měsíců později. Tam upoutaly pozornost vedoucího člena Společnosti Edwarda Gardnera. Jedna z centrálních myšlenek theosofie je, že lidstvo prodělává evoluci a směřuje ke stále větší dokonalosti. Gardner si uvědomoval potenciální velký význam fotografií pro toto hnutí:
| „ | ... skutečnost, že dvě mladé dívky, nejen že byly schopné vidět víly, ale byly vlastně poprvé schopné je zmaterializovat v takové hustotě, která stačila na to, aby mohly být obrázky zaznamenány na fotografické desce, což znamenalo, že probíhá další cyklus evoluce. | “ |

## Počátek zkoumání
Gardner poslal výtisky společně s originálními skleněnými deskami negativů Haroldu Snellingovi, odborníkovi na fotografii. Snellingův názor zněl: „tyto dva negativy jsou naprosto pravé, nejedná se o zfalšované fotografie... není tu žádná stopa jakékoliv práce ve studiu s kartonovými nebo papírovými modely“. Nešel tak daleko, že by řekl, že fotografie ukazují víly, pouze prohlásil, že „to jsou přímé fotografie toho, co se v té době nacházelo před aparátem“. Gardner po objasnění Snellingem, vytvořil negativy nové, vhodnější pro tisk a používal je jako ilustrace při přednáškách po celém Spojeném království. Snelling dodával fotografie k prodeji na Gardnerových přednáškách.
Spisovatel a renomovaný spiritualista Sir Arthur Conan Doyle se o fotografiích dozvěděl od editora spiritualistické publikace Light. Časopis The Strand Magazine ho pověřil napsat článek o vílách pro vánoční vydání a fotografie víl musely podle slov vydavatele a historika Magnuse Magnussona „vypadat jako dary z nebes“. Conan Doyle v červnu 1920 kontaktoval Gardnera, aby se dozvěděl něco více o fotografiích, a napsal Elsie a jejímu otci dopis, v němž od něho žádal o svolení použít fotografie ve svém článku. Na Arthura Wrighta „očividně učinilo dojem“, že je do věci zapojen Conan Doyle a povolení ke zveřejnění mu dal. Odmítl však platbu s odůvodněním, že pokud jsou obrázky pravé, neměly by být poskvrněny penězi.
Gardner a Conan Doyle si zajistili druhý názor, vyhledali odborníky z fotografické společnosti Kodak. Snímky byly zkoumány několika techniky této společnosti a ačkoli technici souhlasili s výrokem Snellinga, že obrázky „nenesou žádnou stopu po manipulaci“, závěrem bylo, že „to není možné považovat za definitivní důkaz..., že se jedná o autentické fotografie víl.“ Kodak odmítl vydat certifikát o autenticitě snímků. Gardner se domníval, že technici Kodaku nezkoumali fotografie zcela objektivně a všiml si, že jeden z nich prohlásil: „Jelikož to nemohou být víly, musejí být fotografie nějak zmanipulovány“. Snímky byly také zkoumány společností Ilford Photo, která jednoznačně prohlásila, že „je tam nějaká stopa po manipulaci“. Gardner a Conan Doyle, zřejmě v optimistickém naladění, interpretovali výsledky tří posuzovatelů v tom smyslu, že dva svědčí ve prospěch autenticity snímků a jeden posudek je proti.
Conan Doyle fotografie ukázal také fyzikovi a průkopnickému badateli v oblasti parapsychologie siru Oliveru Lodgeovi, který se domníval, že se jedná o podvrh. Tvrdil, že se skupina tanečnic převlékla za víly.

## Fotografie zroku 1920
Conan Doyle nadšeně pořádal a organizoval přednáškové turné po Austrálii a v červenci 1920 vyslal Gardnera, aby se setkal s rodinou Wrightových. Frances v té době žila s rodiči v Scarboroughu v Severním Yorkshire. Elsiin otec řekl Gardnerovi, že si byl velmi jistý, že fotografie jsou podvrhy, a zatímco dívky byly pryč, prohledal jejich ložnici a okolí potoka a pátral po zbytcích obrázků nebo výřezů, ale nenašel nic „usvědčujícího“.
Gardner věřil, že rodina Wrightových je počestná a seriózní. Avšak aby získal důkaz o pravosti snímků „nade vši pochybnost“, vrátil se do Cottingley na konci července se dvěma deskovými fotoaparáty Cameo od firmy Kodak a dvaceti čtyřmi tajně označenými fotografickými deskami. Frances byla pozvána na prázdniny do rodiny Wrightových během letních školních prázdnin, aby mohly spolu s Elsie pořídit další obrázky víl. Gardner popsal své zážitky z případu ve své knize Víly: Kniha o skutečných vílách (Fairies: A Book of Real Fairies) z roku 1945 takto:
| „ | Opět jsem odešel do Cottingley, přičemž jsem s sebou vzal dva fotoaparáty a desky z Londýna, setkal jsem se s rodinou a vysvětlil oběma dívkám jednoduché zacházení s kamerami, přičemž jsem každé daroval jednu. Kamery byly založené a moje poslední rada byla, že do údolí je zapotřebí chodit jen za hezkých dnů,... Doporučil jsem jen ta nejzákladnější a snadná opatření o osvětlení a vzdálenosti, protože jsem věděl, jak je důležité mít klid, svobodu a žádné břemeno zodpovědnosti... | “ |

Do 19. srpna nebylo počasí vhodné pro fotografování. Vzhledem k tomu, že Frances a Elsie trvaly na tom, že se víly neukáží, pokud se ostatní dívají, odešla Elsiina matka navštívit svou sestru a popít s ní čaj a děvčata zůstala sama. V její nepřítomnosti dívky pořídily několik fotografií, z nichž na dvou se podařilo zachytit víly. Na první Frances a víla ve skoku je zobrazena Frances z profilu spolu s okřídlenou vílou blízko nosu. Druhá fotografie Víla nabízí Elsie kytici zvonků, ukazuje vílu vznášející se na špičkách, jak nabízí Elsie květiny. O dva dny později dívky pořídily poslední obrázek s názvem Víly a jejich slunění.
Fotografické desky byly zabaleny do bavlny a vráceny Gardnerovi do Londýna, který poslal „extatický“ telegram Conanu Doylovi do Melbourne. Conan Doyle odpověděl:
| „ | Mé srdce bylo potěšeno, když jsem zde, v daleké Austrálii, obdržel Váš dopis a tři nádherné fotografie, které potvrzují naše publikované výsledky. Když jsou přiznány naše víly, tak naleznou i jiné paranormální jevy ochotnější přijímání... | “ |

## Publikace a reakce
Článek Conana Doyla z prosince roku 1920 ve vydání magazínu The Strand obsahoval dvě tištěné fotografie z roku 1917 ve vyšším rozlišení, a byl již několik dní od vydání vyprodán. Aby chránili anonymitu dívek, byly Frances a Elsie zmiňovány jako Alice a Iris a rodina Wrightových byla přejmenována na Carpentersovy. Nadšený spiritualista Conan Doyle doufal, že v případě, kdy fotografie přesvědčí veřejnost o existenci víl, pak bude snáze přijímat i jiné paranormální jevy. Svůj článek ukončil slovy:
| „ | Uznání jejich existence bude znamenat otřesení materialistického světonázoru dvacátého století v jeho hlubokých vyjetých kolejích v blátě, který bude muset přiznat kouzlo a tajemství života. Po tomto objevu pro svět již nebude tak obtížné připustit duchovní poselství podporované fyzikálními fakty, které tu byly již před tím. | “ |

Působení zprávy bylo „smíšené“, obecně bylo kombinací „rozpaků a zmatku“. Historický spisovatel a básník Hewlett Maurice publikoval řadu článků v literárním časopise John O' London's Weekly, v němž se domníval: „Znám děti, a protože vím, že sir Arthur Conan Doyle má nohy, usoudil jsem, že slečna Carpentersová ho za jednu z nich vytáhla.“ Noviny města Sydney Truth 5. ledna 1921 otiskly podobný názor; „Pro správné vysvětlení těchto pohádkových fotografií víl, není znalost okultních jevů, ale znalost dětí.“ Některé osobnosti veřejného života projevovaly větší souhlas. Sociální a školská reformátorka Margaret McMillan napsala: „Je tak skvělé, že těmto drahým dětem byl dopřán takový nádherný dar.“ Spisovatel Henry De Vere Stacpoole považoval snímky víl a děvčat za skutečně pravé. V dopisu Gardnerovi napsal: „Podívej se na tvář Alice (Frances). Podívej se na tvář Iris (Elsie). Je tu něco zcela mimořádného, čemu se říká PRAVDA, která má 10 milionů podob a tvoří ji Boží přítomnost a ani nejchytřejší mincíř nebo podvodník ji nemohou napodobit.“
John Hall-Edwards, vášnivý fotograf a průkopník používání rentgenových paprsků při léčbě v Británii, byl obzvláště silný kritik:
| „ | Nemám žádné pochyby o tom, abych řekl, že tyto fotografie mohly být zmanipulované. Kritizuji postoj těch, kteří prohlásili, že v okolnostech týkajících se tvorby těchto fotografií je něco nadpřirozeného. Jako lékař jsem přesvědčen, že vštěpování těchto absurdních myšlenek do myslí dětí povede v jejich budoucím životě k projevům nervových a duševních poruch. | “ |

Conan Doyle využil pozdější snímky z roku 1921 jako ilustrace druhého článku v magazínu The Strand, ve kterém popsal další případy pozorování víl. Tento článek tvořil základ pro jeho knihu Příchod víl (The Coming of the Fairies) z roku 1922. Stejně jako dříve byly fotografie přijaty se smíšenou důvěřivostí. Skeptici poznamenávali, že víly „se podezřele podobají tradičním příběhům o vílách ze školky“ a že mají „velmi módní účesy“.

## Gardnerova poslední návštěva
Gardner naposledy navštívil Cottingley v srpnu 1921. Opět s sebou vzal fotoaparáty a desky pro Frances a Elsie, ale doprovázel jej jasnovidec Geoffrey Hodson. I když ani jedna z dívek údajně neviděla žádné víly ani nepořídily žádné další fotografie, „naopak, on (Hodson) je (víly) viděl všude“ a napsal ke svému pozorování rozsáhlé poznámky.
Tou dobou už byly Elsie a Frances z celé záležitosti s vílami unavené. O několik let později se Elsie podívala na fotografii s ní a Frances, kterou pořídil Hodson a řekla: „Podívej se – otrávené vílami!“. Obě – Elsie a Frances – později připustily, že si s Hodsonem „hrály ze zlomyslnosti“ a že jej považovaly za „falešného“.

## Pozdější vyšetřování
Veřejný zájem o víly z Cottingley po roce 1921 postupně odezněl. Elsie a Frances se časem vdaly a žily mnoho let v zahraničí. V roce 1966 reportér z novin Daily Express vyhledal Elsie, která v té době pobývala v Anglii. V rozhovoru pořízeném v témže roce přiznala, že by víly mohly být „výplodem její fantazie“, ale nechala otevřenou možnost, že věřila, že se jí nějakým způsobem podařilo vyfotografovat vlastní myšlenky. O fotografie obou dívek se poté znovu začala zajímat média. Investigativní seriál televize BBC Nationwide vyšetřoval případ v roce 1971, avšak Elsie se držela svého příběhu: „Říkala jsem si, že fotografie jsou výplodem naší fantazie, a to je to čeho jsem se držela.“
Elsie a Frances poskytly v srpnu 1976 rozhovor novináři Austinu Mitchellovi ve vysílání televize Yorkshire Television. Pod tlakem se obě ženy shodly, že „racionální člověk víly nevidí“, ale popřely, že by fotografie vykonstruovaly. V roce 1978 kouzelník a vědecký skeptik James Randi a tým z Výboru pro vědecké vyšetřování paranormálních jevů zkoumali fotografie pomocí „procesu počítačových úprav“. Došli k závěru, že fotografie jsou podvrhy a že na nich jsou vidět jakési řetízky, které víly podpírají. Novinář Geoffrey Crawley, odborný redaktor magazínu British Journal of Photography, se pustil do „velkého vědecké bádání fotografií a dění kolem nich“, které zveřejnil v letech 1982 a 1983 a řadí se „k prvním významnějším poválečným analýzám aféry“. Také on došel k závěru, že fotografie byly padělky.

## Doznání
V roce 1983 sestřenice v článku publikovaném v časopise The Unexplained připustily, že fotografie byly zfalšované, i když obě tvrdily, že opravdu viděly víly. Elsie zkopírovala ilustrace víl z tehdy populární dětské knížky Princess Mary's Gift Book vydané v roce 1914. Řekly, že pak vystřižené papírové postavy zafixovaly špendlíky na klobouky a po nasnímání fotografií je vyhodily do potoka. Sestřenice se však odlišovaly v páté a poslední fotografii, kterou Conan Doyle ve své knize Příchod víl popsal takto:
| „ | Víla seděla na horním okraji levé ruky, křídlo měla pěkně rozprostřené, nezahalená, očividně přemýšlející, zda je čas vstávat. Na pravé straně je vidět starší víla, která vstává brzy, oplývající bohatými vlasy a nádhernými křídly. V jejím vílím šatu probleskává hmotnější tělo... | “ |

Elsie potvrzovala, že tento snímek byl podvod stejně jako všechny ostatní, ale Frances naléhala, že víly byly tentokrát skutečné. V rozhovoru na začátku 80. let Frances řekla:
| „ | Bylo sychravé sobotní odpoledne a my jsme s našimi fotoaparáty jen tak lelkovaly a Elsie neměla nic připravené. Viděla jsem tyto víly v trávě, zamířila jsem na ně fotoaparát a pořídila snímek. | “ |

Obě dvě – Frances i Elsie – prohlašovaly, že pořídily pátou fotografii. V dopise zveřejněném v novinách The Times 9. dubna 1983 Geoffrey Crawley vysvětlil tento rozpor tak, že fotografie byla „nezamýšlená dvojitá expozice pohádkových výstřižků v trávě“ a tak „dámy mohou být zcela upřímně přesvědčeny, že ji pořídila každá z nich“.
V televizním rozhovoru Arthur C. Clarke's World of Strange Powers v roce 1985 Elsie řekla, že jí a Frances bylo příliš trapné přiznat pravdu o jejich legraci poté, co byl oklamán Conan Doyle, autor Sherlocka Holmese: „Dvě vesnické děti a skvělý člověk jako Conan Doyle – dobře, můžeme jen mlčet.“ Ve stejném rozhovoru Frances řekla: „Nikdy jsem na to nemyslela jako na podvod – byly jsme to jen Elsie a já, dělaly jsme si jen trochu legraci…“

## Následující historie
Frances zemřela v roce 1986 a Elsie v roce 1988. Zvětšeniny jejích fotografií víl spolu s několika dalšími předměty, včetně prvního vydání knihy Conana Doyla Příchod víl, byly v roce 1998 prodány na londýnské aukci za 21 620 liber. V tom samém roce prodal Geoffrey Crawley materiály týkající se víl z Cottingley Národnímu muzeu filmu, fotografie a televize v Bradfordu (National Museum of Film, Photography and Television, nyní National Media Museum), kde jsou vystaveny. Sbírka zahrnovala tisky fotografií, dva fotoaparáty používané dívkami, akvarely víl, které namalovala Elsie a devítistránkový dopis Elsie, ve kterém se přiznává k podvodu.
Skleněné fotografické desky byly prodány za 6 000 liber neznámému kupci v londýnské aukci konané v roce 2001.
Francesina dcera Christine Lynch se objevila v epizodě televizního programu Antiques Roadshow v Belfastu odvysílané na stanici BBC One v lednu 2009, se zmiňovanými fotografiemi a jedním fotoaparátem, který dívkám věnoval Conan Doyle. Christine řekla odborníkovi Paulu Atterbury, že se domnívá, stejně jako její matka, že víly na páté fotografii byly pravé. Atterbury odhadnul hodnotu snímku na 25 000 až 30 000 liber. O několik měsíců později byly vydány Francesiny paměti pod názvem Vzpomínky na víly z Cottingley (Reflections on the Cottingley Fairies). Kniha obsahuje korespondenci, někdy „hořkou“, mezi Elsie a Frances. V jednom dopise z roku 1983 Frances napsala:
| „ | Od šestnácti, kdy mě pan Gardner představil s kyticí (na schůzi theosofické společnosti) a chtěl, abych si s ním sedla na pódiu, jsem tyto fotografie nenáviděla. Došlo mi, co mě čeká, pokud se nebudu zdržovat v ústraní. | “ |

Filmy z roku 1997 FairyTale: A True Story a Photographing Fairies se nechaly inspirovat příběhem cottingleyských víl. O fotografiích se zmiňuje také kniha Lady Cottington's Pressed Fairy Book z roku 1994, kterou napsali autoři Terry Jones a Brian Froud.